# Тасманит

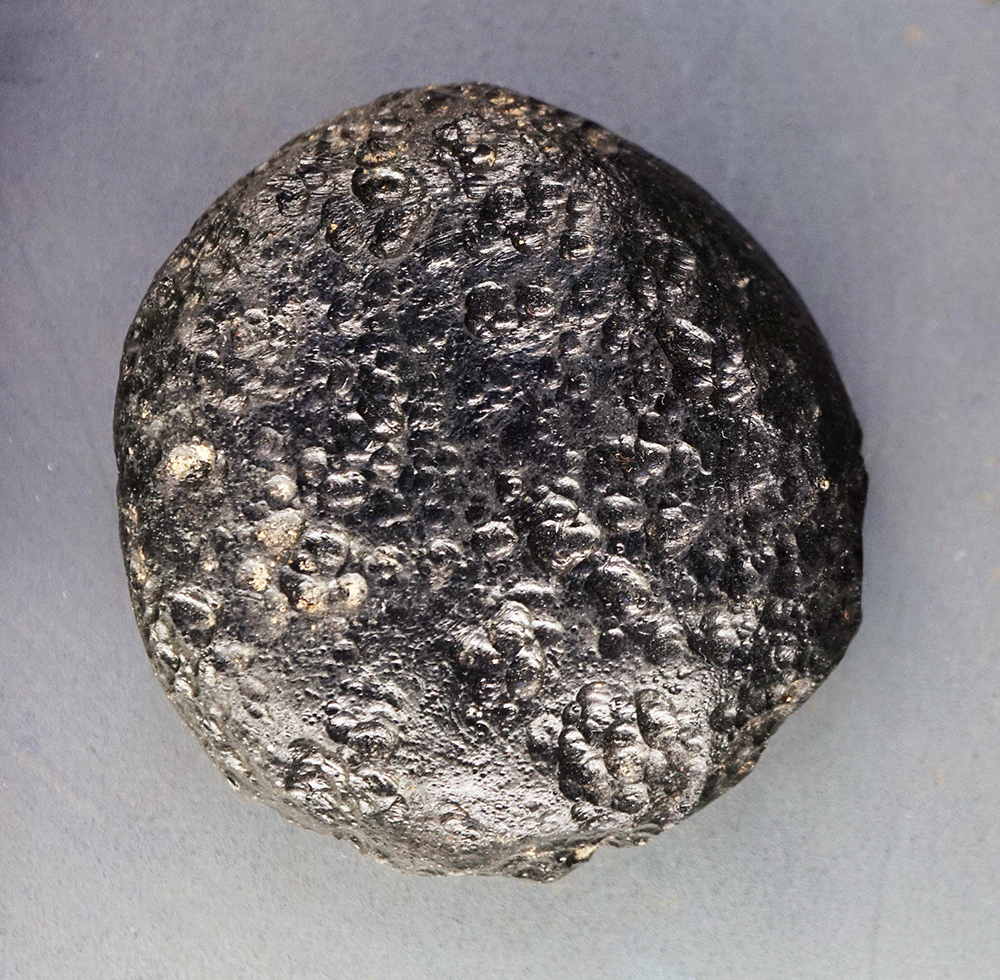
Образец австралита-тасманита

Тасмани́т, тасмани́ты (от англ. Tasmanite, тасманийский), в узком смысле слова: найденные в Тасмании — региональная форма австралитов, самого распространённого типа тектитов, стекла́ метеоритного происхождения, традиционно названного по географическому признаку. Довольно часто тасманиты встречаются в литературе под названием австралитов (из Тасмании), вместе с которыми они входят в очень широкую категорию тектитов, происходящих из самого крупного на земле австралазийского поля тектитового разброса. В северной части поля разброса австралиты частично перекрывают и соединяются с частью ареала индошинитов, а на южной границе — они присутствуют под названием тасманитов. В целом все перечисленные региональные тектиты включаются в общий класс индошинитов-австралитов, иногда упоминаемый под суммирующим названием австралазийские тектиты.
При нормальном освещении тасманиты чаще всего непрозрачны, имеют тёмно-коричневый, буро-зеленоватый или почти глухой чёрный цвет. Среди общей части тасманитов, относящихся к южной ветви австралитов, встречаются разности правильной «аэродинамической» формы (иногда в виде маленькой чаши), дисковидные или полые шары. У некоторых экземпляров правильность формы имеет техногенный вид, создающий впечатление искусственного происхождения.
Кроме региональной части поля разброса австралитов, к числу тасманитов также относятся и сугубо местные тектиты, характерные исключительно для отдельных регионов Тасмании. В немалых количествах тасманиты были обнаружены на ареале площадью около 410 км² к югу от города Куинстаун (англ. Queenstown) в окрестностях горы Дарвин и получили название «дарвинское стекло»:435. По проведённым расчётам (примерное количество на единицу территории) общий вес этой разновидности тасманитов должен был составить несколько тысяч тонн:117.

## История изучения
Тасманийские аборигены регулярно находили чёрные стекловидные предметы, в том числе, шаровидные или имеющие правильную дисковидную форму. Они называли их оога («смотрящие глаза»). Эти небольшие камешки хорошо сохраняли острые сколы, а потому использовались в хозяйственных целях — как режущие или скоблящие инструменты. Самые впечатляющие по форме или прозрачности образцы тасманитов нередко становились священными предметами (фетишами), талисманами или оберегами племени.
В отличие от других региональных форм импактных тектитов, австралийское метеоритное стекло имеет значительно более разнообразные формы, среди которых встречаются образцы, даже на первый взгляд производящие впечатление объектов рукотворных или высокотехнологичных. После завершения процесса колонизации Австралии это обстоятельство привлекло к ним повышенное внимание, сделав объектом коллекционирования и сувенирной продажи, а начиная с середины XIX века — профессионального изучения.

...в золотых россыпях и других местах Австралийского материка были найдены тектиты, поразившие учёных своей необычной формой. Одни из них напоминали пуговицы, другие были удивительно похожи на грибы, третьи — на песочные часы. Имелись здесь и полые стеклянные шары величиной с яблоко при толщине стенок всего 1 миллиметр, как будто какой-то шутник выдул из природного стекла некоторое подобие мыльного пузыря!
В январе-феврале 1836 года во время кругосветного путешествия на корабле «Бигль» Чарлз Дарвин лично собрал образцы тектитов во время остановок в Южной Австралии и на острове Тасмания. Сто лет спустя они получили название австралитов и  тасманитов. В Австралии Дарвин провёл чуть более двух недель. 5 февраля 1836 года «Бигль» прибыл в залив Сторм и более двух суток простоял в порту Хобарт (на юго-востоке острова). Во время своего краткого пребывания в Тасмании и Южной Австралии Дарвин частично приобрёл, а частично собрал небольшую коллекцию местных чёрных стёкол.  Его с полным основанием можно считать коллекционером и систематизатором самого обширного поля тектитов — австралазийского.

Когда «Бигль» бросил якорь у берегов Тасмании, Дарвин, отправившись в очередную экскурсию вглубь страны, неожиданно обнаружил на земле полые шары из чёрного стекла, немногим более грецкого ореха. Тщательно осмотрев, он принял их за вулканические бомбы. Однако никаких вулканов поблизости не было. Это подтвердили и специальные геологические маршруты. Осталось предположить, что шары занесли сюда кочующие туземцы. Дарвин сделал <соответствующую> запись в дневнике, но позднее к этому вопросу уже не возвратился.:12
Тасманийская находка чёрных стеклянных шаров произошла в феврале 1836 года. Как раз в это время в центрально-европейском научном мире полным ходом шёл спор о происхождении молдавитов, единственных известных на тот момент тектитов. Однако Дарвину ничего не было известно об этой научной дискуссии, а также о различных версиях и предположениях чешских и немецких учёных. Именно по этой причине новообретённые тасманийские тектиты не привлекли особого внимания учёного.:12 Считая чёрные стёкла сугубо геологическим объектом, образовавшимся в недрах земли, Дарвин охарактеризовал их как некую разновидность «вулканических бомб», выкидываемых во время извержения из жерла вулканов.  В конце XIX века австралиты часто стали называть «обсидиановыми бомбами» или «негритянскими пуговицами».
В 1857 году Чарльз Дарвин получил также несколько образцов природного чёрного стекла из коллекции Томаса Митчелла. Дарвин, исходя из сходства исследуемых образцов с обсидианом, сделал вывод, что австралиты (тасманиты) имеют вулканическое происхождение.
Важными исследованиями, резко повысившими интерес научного сообщества к тектитам, стали обобщающие теоретические работы австрийского геолога, профессора Эдуарда Зюсса. Изучая молдавиты, в 1900 году он выдвинул версию об их метеоритной природе, а термин тектиты вошёл в научный оборот. На примере единственных европейских тектитов, которыми были чешские ископаемые стёкла, Зюсс без химического анализа пришёл к заключению, что они имеют космическое происхождение и не связаны с окружающими геологическими породами. Основанием для вывода стало визуальное сравнение нескольких групп образцов различных минералов, в том числе, железистых метеоритных осколков.
Одним из первых учёных, изучавших австралиты, стал Чарльз Феннер, который впервые столкнулся с этими тектитами в 1907 году. Он сделал вывод, что австралиты имеют космическое происхождение и по природе своей являются осколками стеклянных метеоритов.
Практически все предположения и научные выводы, сделанные относительно австралитов-индошинитов, имеют прямое отношение и к тасманитам, основная часть которых относится к единой австрало-тасманийской дуге рассеивания, и только обособленные юго-западные тектиты из кратера Дарвин имеют сугубо местное происхождение.

## Источник минерала

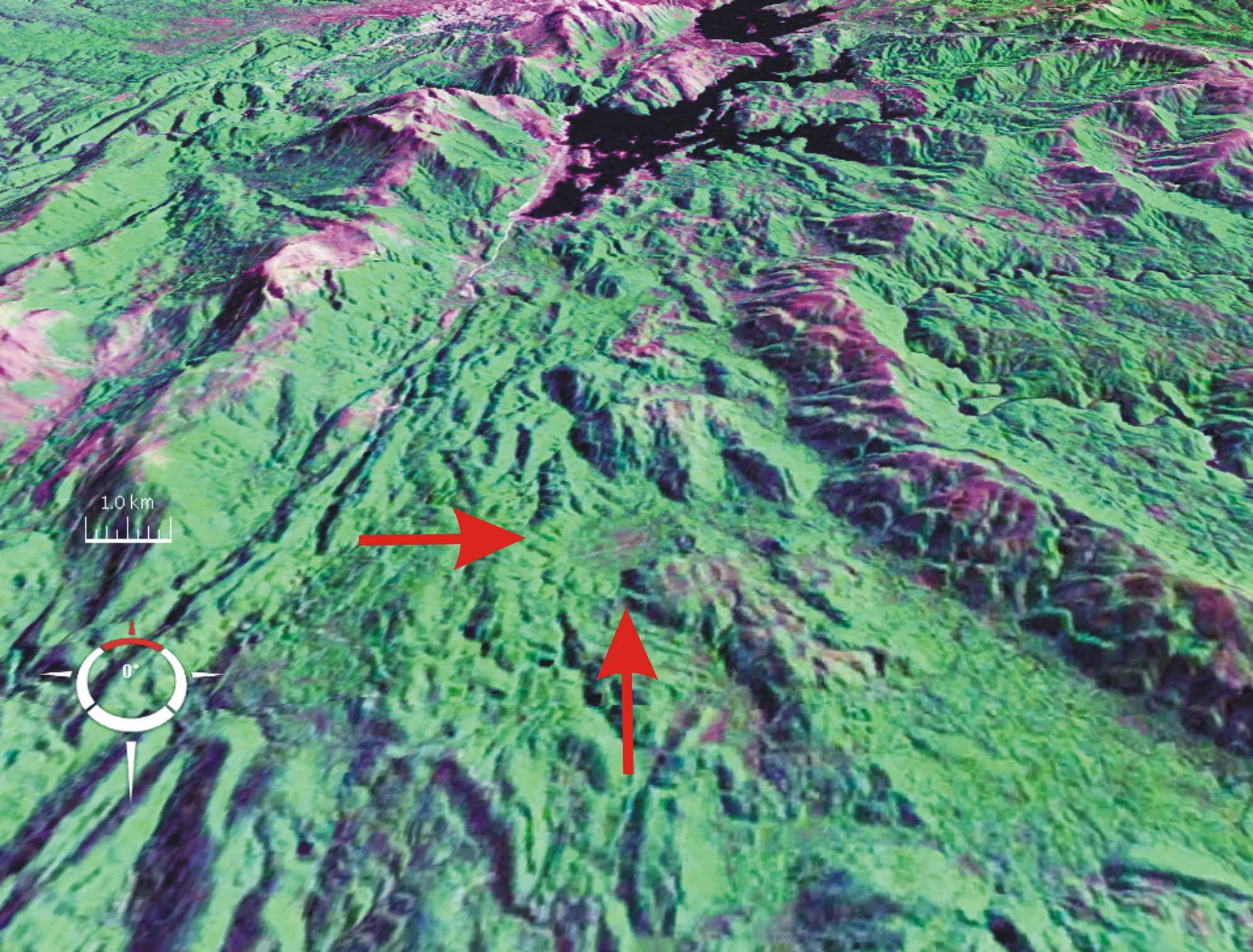
Кратер Дарвин, один из источников тектитов в Тасмании

Австралазийский тектитоносный пояс имеет вытянутую S-образную форму и является крупнейшим на Земле как по площади рассеивания, так и по числу находимых образцов тектитов. Только лишь на территории Австралии вместе с островом Тасмания было собрано несколько миллионов частиц этих стёкол. Они были обнаружены и подняты даже со дна Индийского и Тихого океанов.
Ранние версии о происхождении австралитов опирались на земные версии. Наиболее распространёнными объяснениями появления чёрных оплавленных стёкол были вулканы, а также лесные пожары, которые нередки в Австралии. Существовала также гипотеза о фульгуритном происхождении австралитов, в результате удара молнии в песок или песчаные (кварцевые) породы.
Новая гипотеза о происхождении австралитов возникла в конце 1960-х годов на основе данных, поступивших с американского космического аппарата «Сервейор-7», прилунившегося в 1968 году вблизи кратера Тихо. Взятые им пробы лунного грунта в этом районе оказались близкими по химическому составу к тектитам, а именно к австралитам. Это привело к появлению версии лунного происхождения австралазийского тектитового поля. Новая теория, в частности, позволяла объяснить причудливую форму ареала, в рамках которого происходили основные находки австралитов. Достаточно чёткая S-образная полоса поля рассеивания вытянулась от Мадагаскара через Австралию и Индокитай (индошиниты) — до Филиппин (филиппиниты). Профессор Д. Чепмен из Эймского научно-исследовательского центра (г. Маунтин-Вью, Калифорния) смог доказать при помощи программирования на ЭВМ, что только струя стеклянных брызг, выбрасываемых из кратера Тихо во время извержения, совмещаясь с вращением Земли, могла создать полосу рассеяния столь необычной формы. Более того, часть струи должна была выплеснуться на поверхность Луны, и оставить на ней яркий след, видимый с земли «луч Росса», который идёт от кратера Тихо на тысячи километров и проходит по пути через небольшой кратер Росса.
Отдельную проблему для исследователей представлял расчётный возраст австралитов. По окружающему слою осадочных пород, в которых массовым образом происходят находки австралитов, возраст австралитов составляет не более десяти тысяч лет. Согласно этим данным, австралазийские и африканские тектиты — самые молодые на Земле. Свидетельства аборигенов Австралии и Берега Слоновой Кости косвенно подтверждали эти оценки. Они традиционно наделяли местные тектиты магическими свойствами и называли их «лунными камнями», — так, словно бы в обозримые легендарные времена их предки были современниками и свидетелями их «падения с неба». Однако данные по калий-аргоновому методу датирования давали совершенно другие значения даты этого грандиозного события. Согласно десяткам различных проб, австралиты выпали на Землю около 700 тысяч лет назад. Расхождение двух возрастов составляет два порядка. По поводу радиационных измерений селенологи долгое время не могли выработать единого мнения, хронологические оценки имели неправдоподобно завышенный вид, словно бы реальную картину заведомо искажал какой-то неучтённый или неизвестный современной науке фактор. Поэтому в 1970-х годах по умолчанию за австралитами признавался возраст в 10 тысяч лет, как более надёжный и приуроченный к известному моменту взрыва лунного кратера Тихо.
Однако спустя полтора десятка лет все противоречия разрешились сами собой, когда лунная теория происхождения австралитов была опровергнута при помощи более детального (химического и радиохимического) анализа лунных пород.
Хотя до сих пор имеют хождение различные версии происхождения австралитов, большинство учёных склоняются к мнению, что австралиты образовались и были разбросаны в результате столкновения крупного астероида или кометы с поверхностью Земли. В результате мощного взрыва в стратосферу было выброшено множество раскалённых частиц, в том числе и стеклянных, содержащих большое количество примесей: смесь планетного грунта с метеоритным веществом. Обтекаемые аэродинамические формы австралиты получили, вероятнее всего, уже при вторичном вхождении обломков в атмосферу Земли, когда кусочки стекла в расплавленном состоянии летели с высокой скоростью.
Для прояснения гипотезы о космической природе тектитов (австралитов) в 1962 году было выдвинуто теоретическое предположение о гигантской астроблеме, ставшей конечным пунктом австралазийского тектитового поля рассеивания. Спустя полвека, в 2006-2009 годах в Антарктиде (Земля Уилкса) по результатам спутниковых исследований громадный кратер, скрытый под глубоким слоем льда, след одного из крупнейших столкновений метеоритов с Землёй, был открыт на практике. По оценкам учёных, её диаметр составляет около 240 километров. Этот громадный кратер оказался в конечной точке Австрало-Тасманийской дуги, являющейся основным ареалом нахождения тектитов Южного полушария.
Пытаясь подтвердить или опровергнуть космическую гипотезу происхождения австралитов, американские физики Чепмен и Ларсон поставили серию экспериментов с попыткой искусственного образования тектитов при помощи разных форм абляции. В процессе опытов удалось воспроизвести в мельчайших деталях практически все существующие формы австралитов, включая дисковидную, и получить аэродинамический рельеф колец на передней поверхности. По результатам первых опытов был сделан положительный вывод о внеземном происхождении австралитов, однако позже в повторных исследованиях была сделана оговорка, что это мог быть только ближний космос, находящийся в пределах системы Земля-Луна.
Большинство австралитов имеют поле разброса в Южной Австралии, редко поднимаясь выше 25 градусов широты. Судя по сходному возрасту и составу, австралиты относятся к южной окраине самого крупного из известных австралазийского поля разброса, простирающегося от полуострова Индокитай (индошиниты) до Тасмании (тасманиты, дарвинское стекло). В свою очередь, тасманиты представляют собой крайнюю, юго-восточную точку ареала австралитов. За пределами Тасмании поиски тектитов следует проводить уже на дне Тихого океана.
Австралазийское тектитовое поле имеет возраст от 610 до 750 тысяч лет и, возможно, является результатом крупной катастрофы на Земле Уилкса, а также целого ряда более мелких региональных катастроф, — к примеру, на плато Боловен около 790 тысяч лет назад, перекрывших северную часть ареала разброса австралитов.

## Характеристика и формы минерала

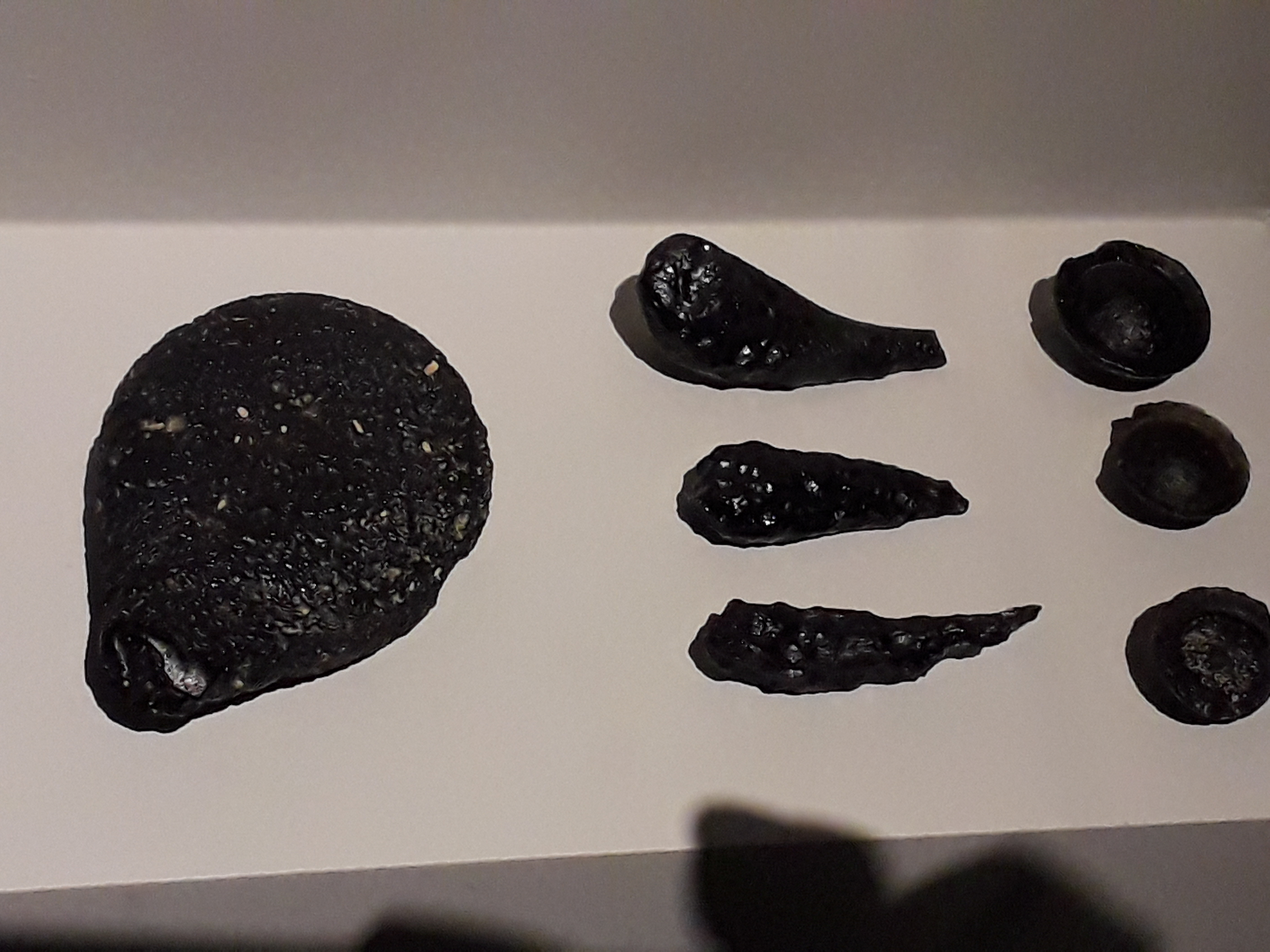
Разные формы австралитов

По внешнему виду и химическому составу тасманиты делятся на два чётко разграниченных типа. Первые — относятся к числу южных австралитов и чаще всего имеют следующие основные формы: сфера, овал, лодка, гантеля и капля. Вторые — из числа дарвинских стёкол — отличаются как по форме, значительно более беспорядочной и носящей осколочный характер, так и по цвету — доходящего до зелёного или даже светло-зелёного, совершенно не характерного для австралитов.
Большинство известных на Земле тектитов носят на себе очевидные следы пролёта через атмосферу (абляции): как на поверхности, так и по форме.  Это  относится и к австралитам-тасманитам. Ряд исследований образцов «фланцевой» формы показал, что в точности такой аэродинамический профиль может получиться из первоначальной стеклянной сферы, с космической скоростью вторгающейся в земную атмосферу. При проходе через плотные слои лобовая часть сферы оплавляется, а встречный поток воздуха сплющивает сферу, превращая её в подобие «пуговицы». Подобным же образом можно объяснить и другие формы тектитов. Наибольшую трудность при моделировании ситуации создаёт необходимость разграничения действия земных и космических факторов, поскольку поверхностная структура тектитов иногда представляется слишком сложной.